# Voat
Voat Inc. fue un agregador de noticias y servicio de red social estadounidense donde los miembros registrados podían publicar contenidos tales como mensajes de texto y enlaces directos. Los usuarios registrados podían luego votar sobre estas publicaciones. El contenido se organizaba por áreas de interés llamadas "subverses". El sitio web fue ampliamente descrito como un lugar de reunión de la derecha alternativa, y como un clon de Reddit. El sitio cerró el 25 de diciembre de 2020.

## Características
Voat era un sitio que albergaba contenido agregado y foros de discusión. Según Wired, Voat era "estética y funcionalmente similar a Reddit". Al igual que Reddit, Voat era una colección de publicaciones enviadas por sus usuarios registrados dentro de categorías temáticas (llamadas "subverses") similar a un sistema de tablero de anuncios . A diferencia de Reddit, Voat fue mucho más flexible en la restricción del contenido y tenía un programa de distribución de ingresos publicitarios. Voat fue escrito en el lenguaje de programación C#, mientras que Reddit está programado en Python.
Voat fue descrito por The New York Times, New York y Wired como un lugar de reunión para la derecha alternativa. El sitio también fue ampliamente descrito como un clon de Reddit, o apodado "el Reddit de la derecha alternativa".  En un artículo de The New Yorker de enero de 2017, Voat fue descrito como un descendiente de 2chan, 4chan y 8chan, donde los usuarios compiten por el valor de shock de sus publicaciones. El sitio también ha sido descrito por The Verge como un modelo para otros servicios de tecnología alternativa "sin censura", incluidos Gab, Parler y Hatreon.
El nombre "Voat" es un juego de palabras entre "goat" ("cabra") y "vote" ("voto"); tenía como mascota una cabra.  El sitio web usaba el dominio de nivel superior colombiano .co, y se registró en noviembre de 2014.

## Empresa y financiación
Fundado en abril de 2014 como WhoaVerse, el sitio web era un pasatiempo de Atif Colo (conocido en Voat como @Atko), en aquel entonces un estudiante universitario. Más tarde se le unió Justin Chastain (conocido como @PuttItOut en Voat). El sitio web fue anunciado como una alternativa a Reddit con un enfoque en la libertad de expresión. En diciembre de 2014, WhoaVerse cambió su nombre a Voat para facilitar su uso.
Aunque Voat tenía su sede en Suiza, se incorporó a los Estados Unidos en agosto de 2015. Colo explicó que esto se debió a que "Suiza parecía una gran opción al principio, pero cuando se trata de libertad de expresión [...] la ley estadounidense supera con creces a todos los demás países candidatos que hemos investigado". Tras una gran afluencia de usuarios de Reddit en julio de 2015, los operadores de Voat fueron contactados por inversores interesados en financiar el proyecto, aunque dijeron que "no habían tenido tiempo de hablar" sobre las ofertas.
En enero de 2017, Colo renunció como CEO de Voat, citando la falta de tiempo disponible para dedicarlo al sitio. Colo fue reemplazado por Chastain.

### Cierre
En mayo de 2017, Chastain realizó una campaña de recaudación de fondos, anunciando que Voat podría tener que cerrar debido a la falta de dinero. Sin embargo, después de asociarse con un inversor, Voat se mantuvo en línea.
El 22 de diciembre de 2020, Voat volvió a anunciar que cerraría debido a la falta de financiación. El cofundador y CEO Chastain dijo que había estado financiando el sitio él mismo después de que un inversionista clave incumpliera su contrato en marzo, pero se había quedado sin dinero en diciembre. El 25 de diciembre de 2020, Voat cerró.

## Historia
Durante los seis años de funcionamiento de Voat, las acusaciones de censura contra Reddit y sus decisiones con respecto a la moderación del sitio, incluida la prohibición de varios subreddits, provocaron varias afluencias de usuarios de Reddit a Voat. A principios de junio de 2015, después de que Reddit prohibiera por acoso cinco foros en su sitio –el mayor de los cuales tenía por nombre fatpeoplehate (en español, "odio a los gordos") y alrededor de 150.000 suscriptores– muchos usuarios de Reddit comenzaron a crear cuentas en Voat. A principios de julio de 2015, luego de la destitución de un administrador popular en Reddit, otra afluencia de miembros de Reddit se registró con Voat. En noviembre de 2016, más usuarios se trasladaron a Voat después de que Reddit prohibiera el foro de la teoría conspirativa de Pizzagate debido a preocupaciones sobre acoso y doxing. En noviembre de 2017, parte de la comunidad incel de Reddit se mudó a Voat después de que un foro dedicado a éstos fuera prohibido en Reddit. El 12 de septiembre de 2018, Reddit prohibió varios foros dedicados a discutir la teoría conspirativa de QAnon, afirmando que habían violado sus reglas que prohíben "incitar a la violencia, el acoso y la difusión de información personal". Esto provocó que muchos de los usuarios seguidores de QAnon migraran a Voat.
En abril de 2019, el CEO de Voat anunció que una "agencia estadounidense" se había puesto en contacto con él por las amenazas que se publicaban en el sitio web. En la publicación, escribió que Voat trabajaría con la policía y eliminaría cualquier publicación que linde en lo prohibido si se le solicita. Según Vice, "los usuarios de Voat se sintieron ofendidos por la percepción de que su libertad para publicar insultos raciales y respaldar la violencia estaba restringida. El primer comentario sobre la publicación de Chastain comenzó con un insulto antisemita y un llamado a exterminar a los judíos".

### Suspensiones y ciberataques
Host Europe, la empresa europea que usaba Voat para alojar su sitio web le rechazó el servicio en junio de 2015, alegando que la plataforma "estaba publicitando incitación a las masas, así como contenido abusivo, insultante y que pone en peligro a los jóvenes" y "contenido extremista ilegal de derecha". Host Europe tiene su sede en Alemania y está sujeta a leyes de incitación al odio más estrictas que las de Estados Unidos. El fundador de Voat atribuyó estas medidas a la corrección política. PayPal suspendió el procesamiento de pagos a Voat el mismo mes alegando que el sitio contenía "materiales o servicios de orientación sexual". Voat cerró cuatro de sus propios foros en respuesta, dos de los cuales albergaban imágenes sexualizadas de menores. El sitio web siguió aceptando donaciones de criptomonedas, y pudo seguir funcionando ya que se había trasladado a un proveedor de alojamiento diferente. El sitio web continuó experimentando tiempo de inactividad debido a un ataque de denegación de servicio distribuido (DDoS) en curso, lo que hizo que los 700.000 visitantes únicos no pudieran acceder al sitio.
En julio, Voat, junto con WikiLeaks, siguió siendo objeto de más ataques DDoS. El ataque, lanzado el 12 de julio, no tuvo éxito debido a los servicios de protección contra DDoS de Cloudflare, aunque tuvo el efecto secundario de hacer que las aplicaciones Voat de terceros fueran incapaces de funcionar.